# Siegessäule (Halle)

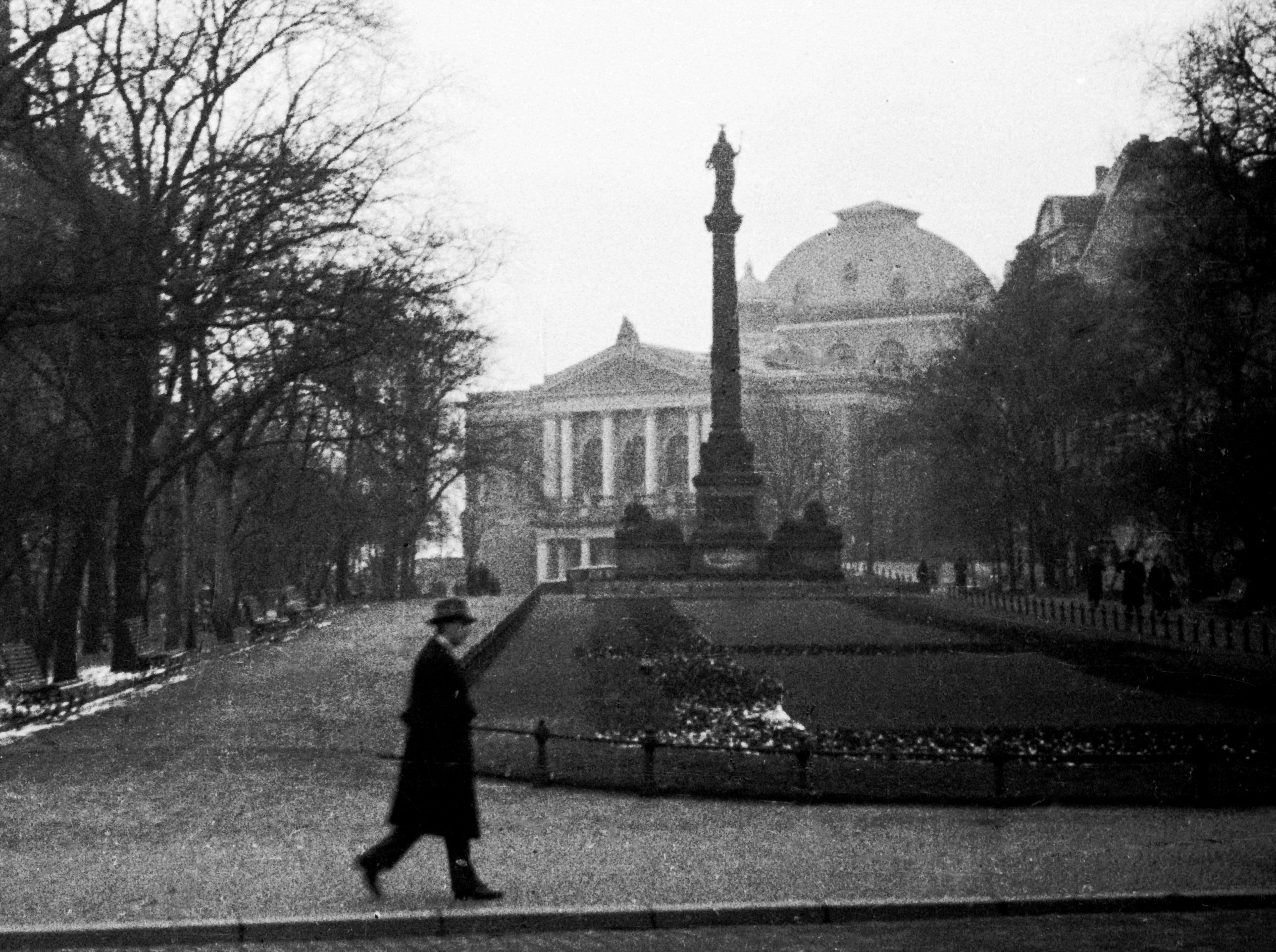
Siegessäule in Halle, um 1925

Siegessäule in Halle, zwischen 1890 und 1900

Die Siegessäule war ein Kriegerdenkmal in Halle (Saale).

## Geschichte
Da die Kriege der 1860er- und 1870er-Jahre jeweils nur kurz andauerten, entstanden die Denkmäler für sie teilweise erst nach dem Abschluss des nächsten Krieges. Ein solcher Fall war die Siegessäule auf dem heutigen Joliot-Curie-Platz in Halle, die an die Toten des Deutschen Kriegs erinnerte. Der Krieg dauerte nur zwei Monate im Jahr 1866, das Denkmal auf dem Platz zwischen Stadttheater und Oberpostdirektion an der damaligen Alten Promenade wurde allerdings erst 1872 eingeweiht, also nach dem Deutsch-Französischen Krieg und der Errichtung erster Denkmäler für diesen – etwa auf dem Nordfriedhof. Ein Komitee für das Denkmal hatte sich bereits 1866 gebildet, am 15. Juli 1868 erging die Aufforderung zur Spendensammlung für das Denkmal durch die Stadt. Ziel war es „denen, die aus der Stadt und dem Saalkreise in den Kampf gezogen und auf fremder Erde gefallen oder an den dort empfangenen Wunden gestorben, hier ein Denkmal zu errichten“.
Für das Denkmal warben bekannte Personen der Stadt wie Richard von Volkmann, Carl Adolf Riebeck oder Gustav Hertzberg. Man ermittelte zunächst 33 Personen, auf die diese Bedingungen zutrafen, letztendlich waren es aber 47 Namen, die auf dem Denkmal angebracht wurden, da man auch in Halle stationierte Regimenter berücksichtigte. Im November 1871 hatte man schließlich die Gelder eingeworben, die für den Bau notwendig waren. Das Denkmal war die erste von mehreren großen und repräsentativen Gedenkanlagen aus der Zeit des Deutschen Kaiserreiches im Bereich der heutigen Stadt. Später folgten unter anderem der Siegesbrunnen auf dem Markt (1878), das Kaiser-Wilhelm-Denkmal am heutigen Hansering (1901) und das Bismarckdenkmal in Halle-Kröllwitz (1907). Keines dieser Denkmäler stand länger als bis zum Jahr 1946.
Als Architekten wählte man Friedrich Hitzig, die flankierenden Löwen waren von denen Johann Gottfried Schadows inspiriert (siehe etwa das nahe Löwengebäude) und die Figur der Borussia, die das Denkmal bekrönte, schuf Fritz Schaper. Der hallesche Baumeister Hermann Keferstein erhielt den Auftrag für die Umsetzung. Die Grundsteinlegung erfolgte im Jahr 1872, die Enthüllung am 20. September 1872. Das Umfeld wurde in den Folgejahren durch den Hallischen Verschönerungsverein mit Beeten, Büschen und Bäumen gestaltet.
Die Säule wurde nach dem Zweiten Weltkrieg durch die Sowjetische Militäradministration in Deutschland im Jahr 1946 in drei Schritten gesprengt, da sie die Kontrollratsdirektive Nr. 30 strenger auslegte als die Alliierten in den anderen Besatzungszonen Deutschlands, wo nur Denkmäler aus der Zeit nach 1914 beseitigt werden sollten. Vor der Sprengung der Säule hatte man bereits die Löwen entfernt, in der Folge wurde der Unterbau abgerissen. Heute befindet sich dort ein Wasserbecken mit Fontänen.

## Beschreibung
Den Unterbau des Denkmals aus Nebraer Sandstein bildete ein Postament, an dessen Sockel die Inschrift „Dem König die Treue, Deutschland ihre Hoffnung“ zu lesen war, wohingegen am Schaft darüber vier Bronzetafeln mit den Namen der Toten angebracht wurden. Nördlich und südlich davon befanden sich Quader, auf denen Löwenplastiken ruhten. Der nördliche Löwe hatte den Kopf erhoben und wachte über die Embleme der von Preußen annektierten Staaten. Der südliche Löwe hatte den Kopf niedergelegt und dort fanden sich die Embleme der besiegten Staaten. Auf dem Postament stand die Säule, an deren Sockelstein vier Adler zu finden waren. Die Säule war zweigeteilt: Der Unterteil war reliefiert und erinnerte an die Siege bei Podol, Münchengrätz, Königgrätz und Blumenau. Der Oberteil war eine klassische korinthische Säule. Oberhalb des Kapitells stand die Bronzefigur der Borussia als Ausdruck des Sieges von Preußen.
Ursprünglich vorgesehen waren zwei sitzende Löwen auf schmalen Sockeln, die schräg vor dem Denkmal aufgestellt werden sollten und zwischen denen sich ein kleines Brunnenbecken befinden sollte. Als Bekrönung der Säule hatte man einen Adler vorgesehen, der gegen eine Schlange kämpfte. Diese Idee wurde aber verworfen, da man andere deutschen Staaten nicht als Schlangen darstellen wollte.